# اسعردی
اِسْعِرْدی شهرت افراد زیر است:
- مجیرالدین اسعردی: (؟-۱۲۸۵م) شاعر شامی در سدهٔ هفتم هجری
- نورالدین اسعردی: (۱۲۲۲- ۱۲۵۸م) شاعر هزل‌سُرای در دورهٔ ایُوبی در نیمهٔ اول سدهٔ هفتم هجری